# Catena Weisshorn-Zinalrothorn
La Catena Weisshorn-Zinalrothorn è un massiccio montuoso delle Alpi del Weisshorn e del Cervino nelle Alpi Pennine. Si trova nel Canton Vallese e prende il nome dal Weisshorn e dallo Zinalrothorn.

## Geografia
Il gruppo montuoso raccoglie le montagne tra la Val d'Anniviers (ad ovest - compresa la sua prosecuzione nella Valle di Zinal) e la Vispertal (ad est - compresa la sua prosecuzione nella Mattertal). A nord è delimitato dalla valle del Rodano; a sud il Col Durand separa il gruppo da quelli adiacenti delle Alpi del Weisshorn e del Cervino. La Turtmanntal si incunea da nord nel gruppo.
Ruotando in senso orario i limiti geografici sono: Col Durand, Valle di Zinal, Val d'Anniviers, fiume Rodano, Vispertal, Mattertal, ghiacciaio di Zmutt, Col Durand.

## Classificazione
La SOIUSA individua la Catena Weisshorn-Zinalrothorn come un supergruppo alpino e vi attribuisce la seguente classificazione:
- Grande parte = Alpi Occidentali
- Grande settore = Alpi Nord-occidentali
- Sezione = Alpi Pennine
- Sottosezione = Alpi del Weisshorn e del Cervino
- Supergruppo = Catena Weisshorn-Zinalrothorn
- Codice = I/B-9.II-D

## Suddivisione
Il gruppo montuoso è suddiviso in quattro gruppi:
- Gruppo Galbelhörner-Zinalrothorn (7)
- Gruppo del Weisshorn (8)
- Gruppo dei Diablons (9)
- Gruppo Barrhörner-Augstbordhorn (10)

Il Gruppo Galbelhörner-Zinalrothorn raccoglie le montagne più a sud del gruppo tra la Mattertal e la Valle di Zinal. Il Gruppo del Weisshorn si trova al centro. Il Gruppo dei Diablons si trova a nord-ovest tra la Val d'Anniviers e la Turtmanntal. Infine il Gruppo Barrhörner-Augstbordhorn si trova a nord-est tra la Turtmanntal e la Vispertal.

## Montagne

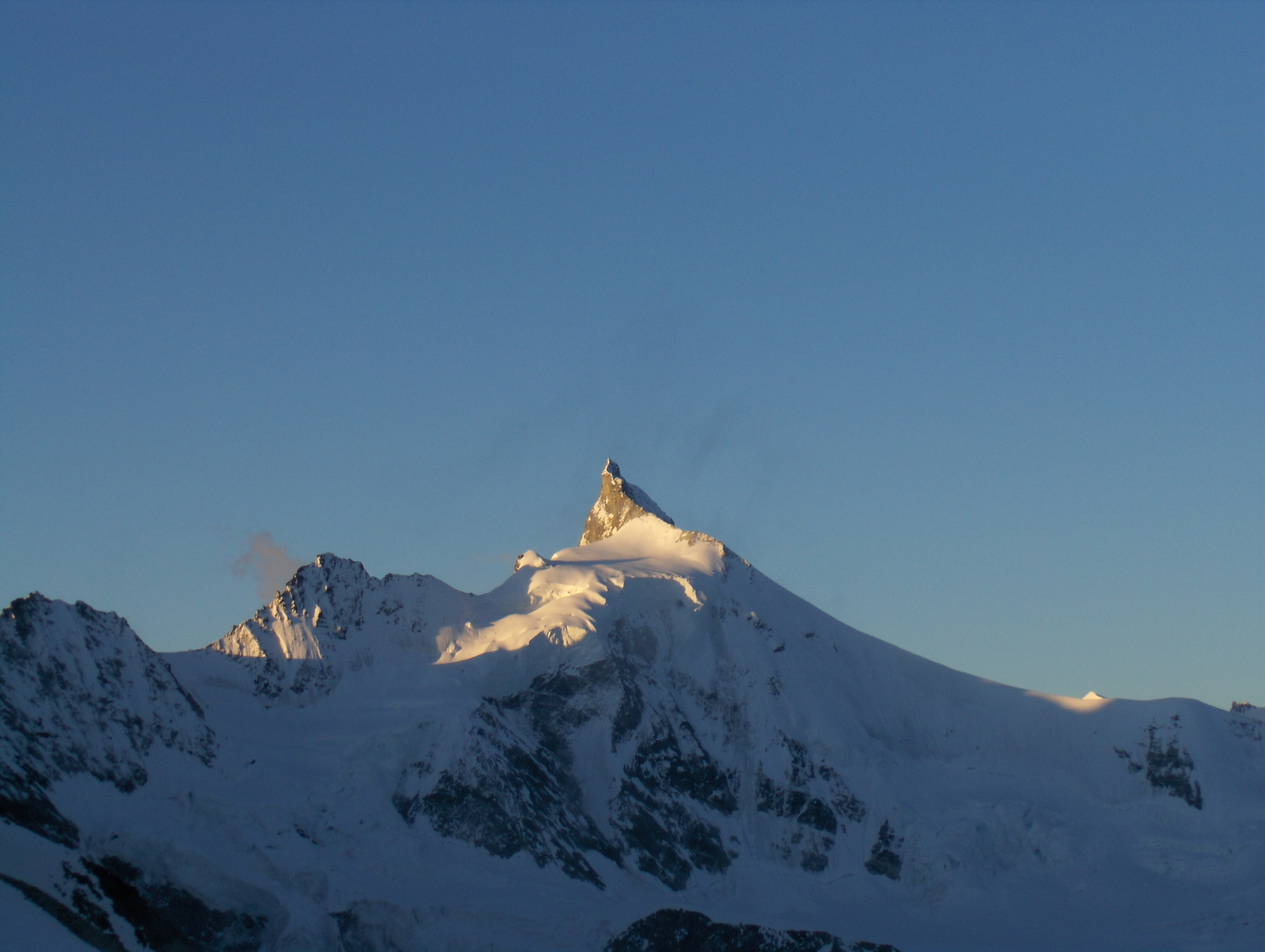
Lo Zinalrothorn.

Le montagne principali del gruppo sono:
- Weisshorn - 4.505 m
- Zinalrothorn - 4.221 m
- Bishorn - 4.153 m
- Obergabelhorn - 4.063 m
- Schalihorn - 3.974 m
- Wellenkuppe - 3.903 m
- Brunegghorn - 3.833 m
- Trifthorn - 3.728 m
- Mont Durand - 3.713 m
- Tête de Milon - 3.693 m
- Äschhorn - 3.669 m
- Monte Besso - 3.667 m
- Blanc de Moming - 3.661 m
- Barrhorn - 3.610 m
- Les Diablons - 3.609 m
- Äbihorn - 3.473 m
- Mettelhorn - 3.406 m
- Untergabelhorn - 3.392 m
- Schwarzhorn - 3.201 m
- Pointe d'Ar Pitetta - 3.133 m
- Mammouth - 3.121 m
- Pointe de Tourtemagne - 3.080 m
- Le Boudri - 3.070 m
- Bella Tola - 3.025 m
- Brunnethorn - 2.952 m

## Ghiacciai
Alcuni dei ghiacciai principali che ammantano le montagne del gruppo sono:
- Bisgletscher
- Brunegggletscher
- Glacier de Moming
- Glacier de Zinal
- Glacier du Mountet
- Glacier du Weisshorn
- Hohlichtgletscher
- Scaligletscher
- Turtmanngletscher